# Sénatus-consulte du 7 novembre 1852 portant modification à la Constitution
Lire en ligne

Lire sur Wikisource

Le sénatus-consulte du 7 novembre 1852 portant modification à la Constitution est un texte juridique français voté par le Sénat, ratifié par le peuple lors du plébiscite des 21 et 22 novembre 1852, et promulgué par un décret du président de la République Louis-Napoléon Bonaparte le 2 décembre 1852, qui modifie, sans l'abroger, la constitution du 14 janvier 1852, rétablit l'Empire et fait de Bonaparte le nouvel Empereur des Français, sous le nom de « Napoléon III ».
Ce texte, modifié indirectement par de nombreux autres au cours du Second Empire, est resté en vigueur jusqu'à la proclamation de la Troisième République en 1870, qui l'a abrogé de fait. Si l'on excepte le rétablissement de la dignité impériale, l'essentiel du contenu du sénatus-consulte est dédié aux règles de succession au trône. Il appartiendra en effet au sénatus-consulte du 25 décembre 1852 de préciser les conséquences constitutionnelles du retour au régime impérial.

## Le contexte historique
Lors du coup d'État du 2 décembre 1851, Louis-Napoléon Bonaparte, neveu de Napoléon Ier, qui avait été élu président de la République en 1848, a suspendu de fait la constitution de 1848, afin, selon lui, « de maintenir la République et de sauver le pays ». Il a proposé au peuple français les bases constitutionnelles du nouveau régime qu'il entendait mettre en place, en lui demandant les pouvoirs constituants pour écrire le nouveau texte fondamental.
Le plébiscite des 20 et 21 décembre 1851 a ratifié le coup d'État, les bases constitutionnelles proposées ainsi que la délégation du pouvoir constituant à Bonaparte. À la suite de cela, il a fait préparer par une commission un texte, adopté le 14 janvier 1852 : la constitution de 1852. En apparence, ce texte maintien le régime républicain en vigueur en France depuis la révolution de 1848, mais les institutions sont déjà celles d'une « restauration césarienne », dominées entièrement par le président de la République, qui dispose déjà d'importants pouvoirs monarchiques.
À l'issue d'une tournée dans le pays, le 9 octobre 1852, Bonaparte prononce le « discours de Bordeaux », dans lequel il attribue l'initiative du retour au régime impérial au peuple français et non à lui :

« Aujourd'hui, la France m'entoure de ses sympathies, parce que je ne suis pas de la famille des idéologues. Pour faire le bien du pays, il n'est pas besoin d'appliquer de nouveaux systèmes ; mais de donner, avant tout, confiance dans le présent, sécurité dans l'avenir. Voilà pourquoi la France semble vouloir revenir à l'Empire. »

Cette manière de présenter une possible restauration impériale permet de suivre, en apparence, la volonté affichée lors du coup d'État de sauver la République : c'est le peuple souverain qui désire le retour à l'Empire, pas le président de la République.

## L'adoption du texte

### Le vote par le Sénat

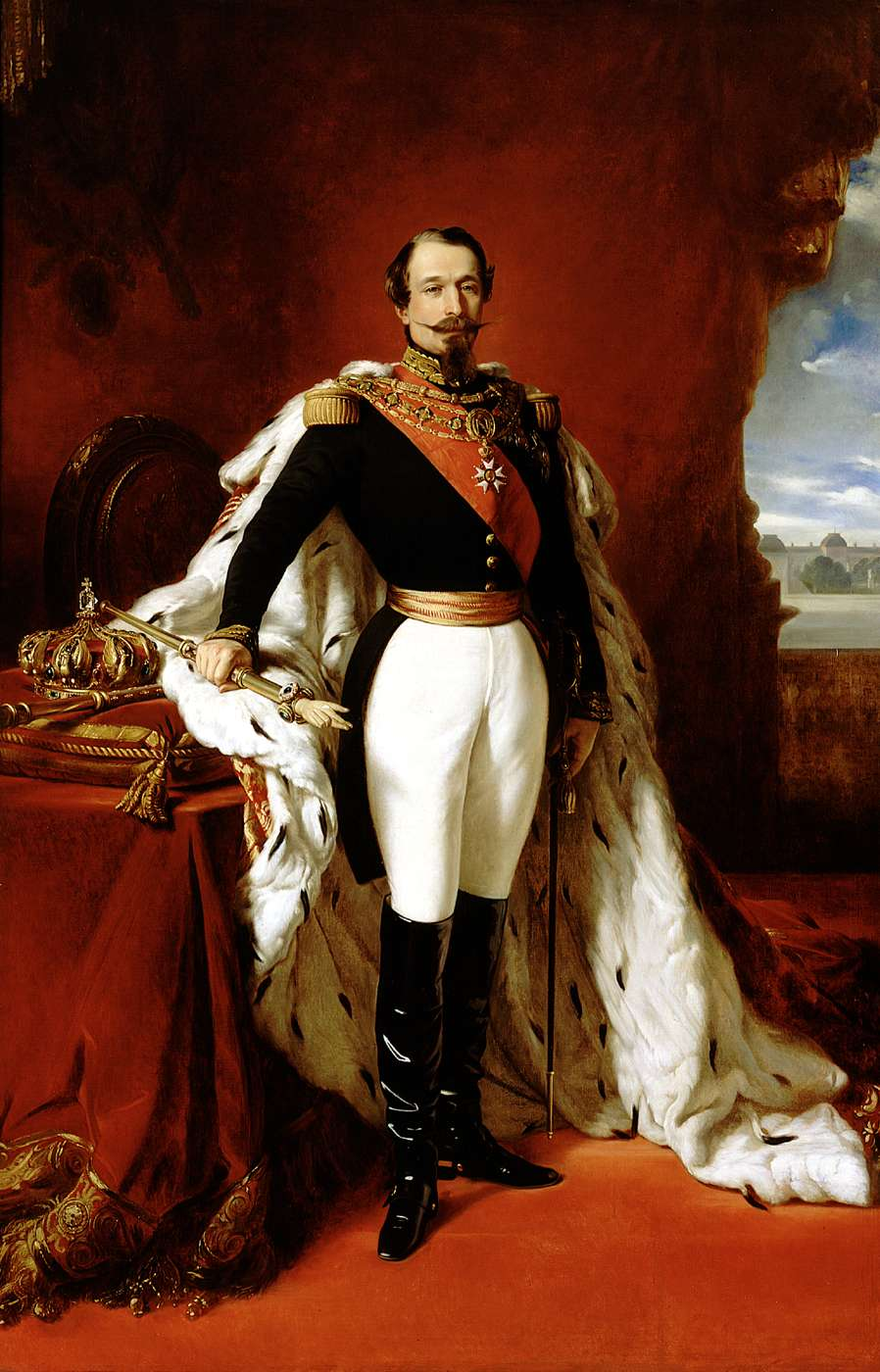
Portrait de l'empereur Napoléon III en uniforme militaire.

Conformément à la constitution de 1852, l'initiative de la révision constitutionnelle appartient, en droit, au Sénat, mais le pouvoir exécutif doit donner son accord à la proposition de modification.
La procédure juridique commence par la convocation du Sénat en session extraordinaire, pour le 4 novembre 1852, afin de délibérer sur une proposition de modification constitutionnelle. À l'ouverture de la session, le président du Sénat, Jérôme Bonaparte, annonce que 10 sénateurs ont déposé une proposition tendant au rétablissement de l'Empire. En réalité, cette proposition a été rédigée, sur les conseils de Louis-Napoléon Bonaparte lui-même, par Achille Fould (ministre d'État et sénateur),  Pierre Magne (ministre des travaux publics) et Pierre Jules Baroche (vice-président du Conseil d'État), mais présentée comme venant de Raymond-Théodore Troplong (sénateur), puis signée par le bureau du Sénat. La proposition paraissait ainsi provenir réellement du Sénat, ce qui était conforme à la constitution, alors qu'elle était guidée par le pouvoir exécutif, de bout en bout (initiative présidentielle, rédaction par des ministres).
Suivant la constitution, le Sénat, après avoir décidé de prendre en considération la proposition de modification, demande au gouvernement d'approuver le principe de la révision constitutionnelle, ce qu'il fait, par la voix du ministre d'État. Une commission sénatoriale est alors élue pour débattre de la proposition et présenter un rapport. Un seul point pose problème : la commission refuse que le Sénat reconnaisse les droits dynastiques de la branche de Jérôme Bonaparte — la proposition est abandonnée après des négociations avec le gouvernement, au profit de la possibilité, pour l'empereur, de régler lui-même sa succession à défaut d'héritier mâle, ce qui aboutira au même résultat (voir ci-dessous).
À la suite du rapport de la commission, le Sénat entame la discussion le 7 novembre et vote le texte, par 85 voix contre une.

### Le plébiscite
Cependant, la procédure n'est pas terminée. En effet, la constitution dispose que :

« Néanmoins, sera soumise au suffrage universel toute modification aux bases fondamentales de la constitution, telles qu'elles ont été posées dans la proclamation du 2 décembre et adoptées par le Peuple français. »

Or, parmi ces « bases », on trouve la suivante : « Un chef responsable nommé pour dix ans ». Le sénatus-consulte proposant de conférer au chef de l'exécutif sa charge à vie, comme empereur, il est nécessaire de soumettre au peuple la révision. C'est l'objet du plébiscite des 21 et 22 novembre 1852, formulé en ces termes :

« Le Peuple français veut le rétablissement de la dignité impériale dans la personne de Louis-Napoléon Bonaparte, avec hérédité dans sa descendance directe, légitime ou adoptive, et lui donne le droit de régler l'ordre de succession au trône dans la famille Bonaparte, ainsi qu'il est prévu par le sénatus-consulte du 7 novembre 1852. »

— Article 8 du sénatus-consulte.
Ce plébiscite donne une majorité écrasante en faveur du rétablissement de l'Empire : 7 824 189 voix « pour », et 253 145 voix « contre », avec un taux d'abstention d'environ 20,5 %.

### La promulgation le 2 décembre

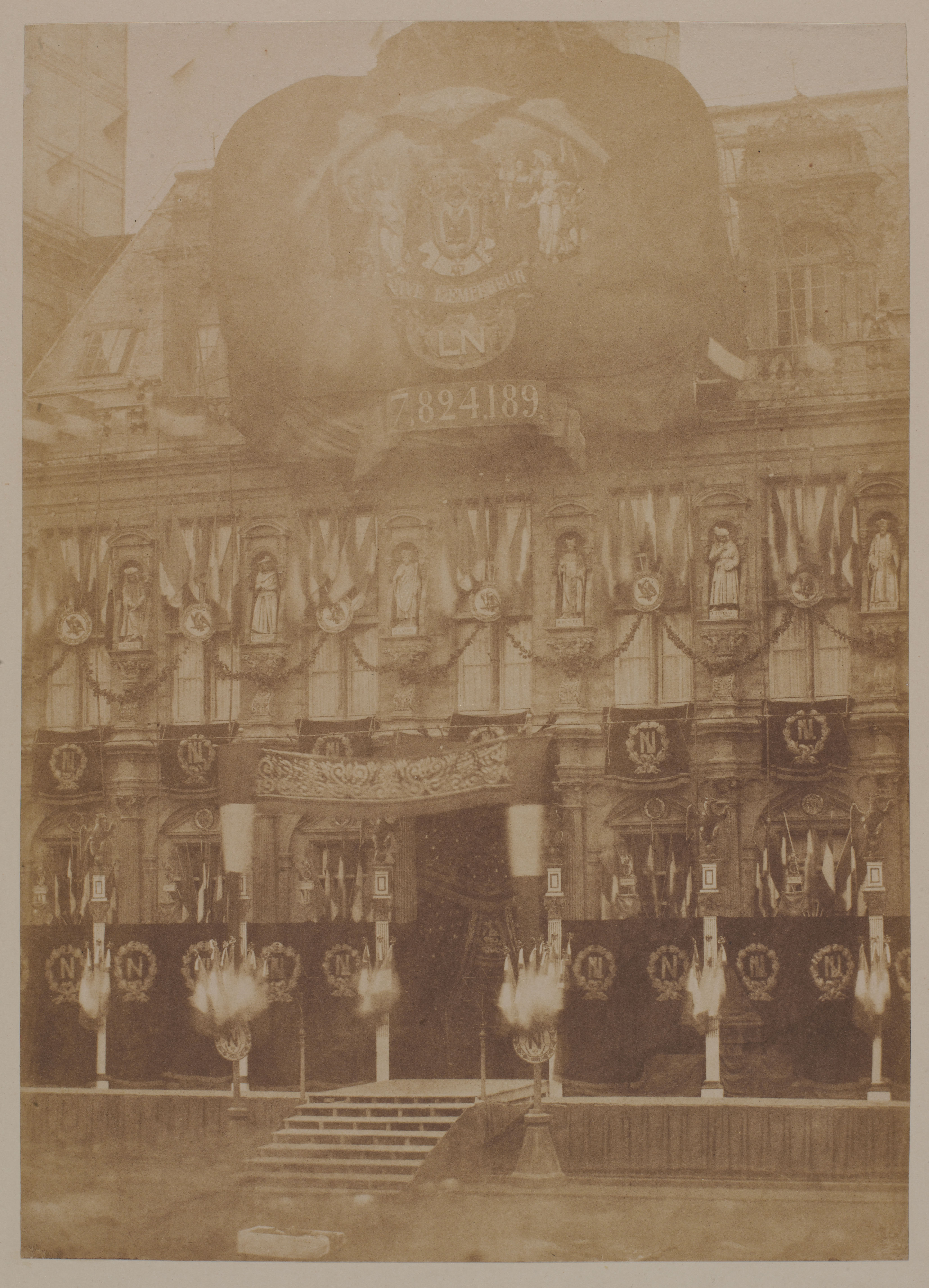
Le 2 décembre 1852, lors de la proclamation de l'Empire, l'hôtel de ville de Paris est pavoisé du chiffre napoléonien (le « N » entouré d'une couronne de lauriers) et du résultat du plébiscite national des 21 et 22 novembre 1852 : 7824189 suffrages exprimés en faveur du changement de régime politique.

À la suite de la proclamation des résultats du plébiscite par le Corps législatif, Bonaparte promulgue, le 2 décembre 1852, date symbolique dans l'histoire napoléonienne (sacre de Napoléon Ier, bataille d'Austerlitz), un décret qui promulgue le sénatus-consulte. À partir de cette date, le Second Empire débute, conduit par Napoléon III.

## Le contenu du texte

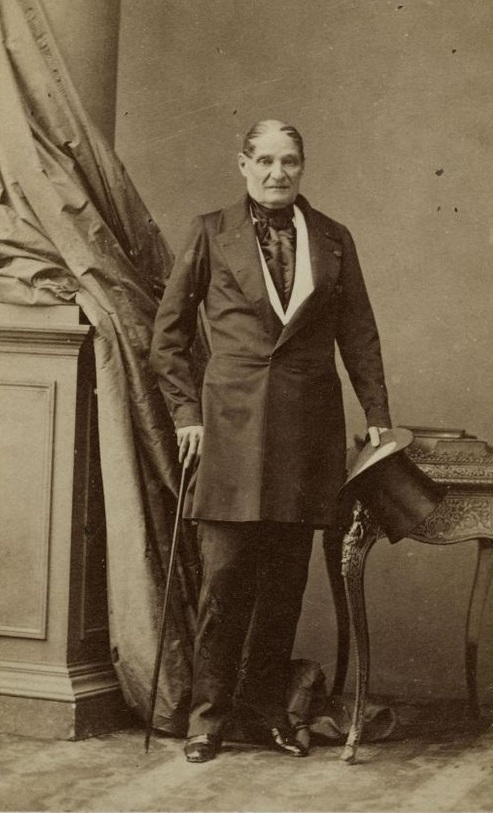
Portrait, vers 1852, de Jérôme Bonaparte, premier héritier du trône impérial.

Il convient de noter, au préalable, que le sénatus-consulte du 7 novembre n'abroge pas la constitution du 14 janvier 1852, même si elle organise un régime républicain. De la même manière que l'établissement du Premier Empire s'était faite sur la base de la constitution de l'an VIII, le rétablissement de 1852 prend appui sur les institutions républicaines.
L'essentiel des 7 articles du sénatus-consulte est consacré à l'ordre de succession au trône, une fois celui-ci rétabli par le premier article :

« La dignité impériale est rétablie.
Louis Napoléon Bonaparte est Empereur des Français, sous le nom de Napoléon III. »

— Article 1er du sénatus-consulte.
Le texte prévoit la transmission de la couronne selon la règle traditionnelle française de la primogéniture masculine (de fils en fils uniquement, naturels ou adoptifs).
Pour le cas où l'empereur n'aurait aucun descendant naturel, le sénatus-consulte l'autorise à adopter des descendants mâles légitimes des frères de Napoléon Ier, afin de s'en faire des fils adoptifs. À défaut, l'article 4 du texte permet à Napoléon III de régler l'ordre de succession au trône, par un décret organique déposé au Sénat. C'est ce qu'il fait le 18 décembre 1852, au profit de son oncle Jérôme Bonaparte :

« Dans le cas où nous ne laisserions aucun héritier direct, légitime ou adoptif, notre oncle bien-aimé Jérôme-Napoléon Bonaparte, et sa descendance directe, naturelle et légitime, provenant de son mariage avec la princesse Catherine de Wurtemberg, de mâle en mâle, par ordre de primogéniture et à l'exclusion perpétuelle des femmes, sont appelés à nous succéder. »

Dans l'hypothèse où Napoléon III ne laisse ni héritier légitime ou adoptif, ni règlement de sa succession dans la famille Bonaparte, le sénatus-consulte prévoit une procédure d'élection du nouvel empereur : un « conseil de gouvernement » se forme, composé des ministres et des présidents du Sénat, du Corps législatif et du Conseil d'État, qui propose un sénatus-consulte nommant le nouvel empereur. Ce texte, une fois adopté par le Sénat, est ratifié par le peuple lors d'un plébiscite.
Enfin, l'article 6 du texte désigne les membres de droit de la « famille impériale » (les membres de la famille l'empereur qui peuvent lui succéder, et leur descendance des deux sexes), et soumet leur mariage à l'autorisation de Napoléon III. Il autorise aussi l'empereur à régler la condition juridique des autres membres de sa famille.

## Les conséquences de ce texte
Comme indiqué ci-dessus, le sénatus-consulte du 7 novembre ne règle que les questions de succession de la couronne impériale. Il touche à l'une des bases constitutionnelles approuvées par le peuple (le chef de l'État élu pour 10 ans), ce qui justifie la rédaction d'un texte à part, soumis au peuple. Au contraire, les conséquences sur l'organisation des pouvoirs publics du changement de régime ne rentraient pas dans la catégorie des « bases fondamentales » mentionnées par l'article 32, ce qui explique qu'elles furent réglées par un autre texte, cette fois à l'initiative juridiquement de l'exécutif, et voté seulement par le Sénat. Pour Francis Choisel, cette révision en 2 temps témoigne d'une volonté implicite de respecter la hiérarchie des normes constitutionnelles : modification du pacte fondamental avec le pays d'abord, puis modification de la constitution, selon 2 procédures distinctes.

### Sources primaires
- Louis-Napoléon Bonaparte, « Proclamation du président de la République : Appel au peuple », 2 décembre 1851.

- Louis-Napoléon Bonaparte, « Discours à Bordeaux du 9 octobre 1852 », 9 octobre 1852.